# Nožičko
Nožičko (cyr. Ножичко) – wieś w Bośni i Hercegowinie, w Republice Serbskiej, w gminie Srbac. W 2013 roku liczyła 916 mieszkańców.